# Fritz Polack
Fritz Polack (* 22. Oktober 1892 in Gera; † 6. April 1956 in England) war ein deutscher Offizier, zuletzt Generalleutnant im Zweiten Weltkrieg.

## Leben
Polack diente als Offizier im Ersten Weltkrieg. Nach dem Krieg wurde er aus dem Militärdienst entlassen und studierte an der Universität Erfurt Nationalökonomie. Er promovierte an der Universität zum Thema Der Kapital- und Kreditbedarf der deutschen Industrie nach dem Kriege. Zurück im Militärdienst führte er in der Wehrmacht im Zweiten Weltkrieg als Kommandeur die 29. Infanterie-Division (mot.) bis zur Kapitulation. Unter seinem Kommando erfolgte in der Endphase des Italienfeldzugs das Massaker von San Martino di Lupari durch Truppenteile der 29. Infanterie-Division (mot.). Bei dem Massaker wurden 125 italienische Zivilisten, darunter auch 15- und 16-jährige Jugendliche, ermordet.
Bei Kriegsende geriet er in Gefangenschaft, aus der er im Oktober 1947 entlassen wurde. Er nahm seine Karriere als Professor für Politikwissenschaft wieder auf und starb 1956 im Alter von 63 Jahren bei einem Besuch in England an einem Schlaganfall. Für sein Kriegsverbrechen wurde er nicht zur Rechenschaft gezogen.

## Auszeichnungen
- Eisernes Kreuz (1914) II. und I. Klasse
- Spange zum Eisernen Kreuz II. und I. Klasse
- Verwundetenabzeichen (1918) in Schwarz
- Ritterkreuz des Eisernen Kreuzes mit Eichenlaub[2][3]
  - Ritterkreuz am 27. August 1943
  - Eichenlaub am 30. April 1945[4]